# Vulkanologie

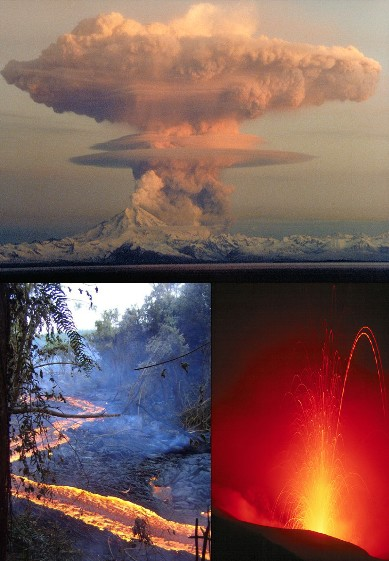
Příklady vulkanické činnosti: Pliniovská erupce, proud provazovité lávy (pahoehoe), lávový oblouk (erupce Stromboli)

Vulkanologie  je vědní obor zabývající se vznikem a stavbou sopek, sopečnou činností, projevy vulkanismu a zkoumáním vlastností sopek, lávy, magmatu a souvisejících geologických jevů. Název disciplíny pochází od jména římského boha ohně Vulkána a stejnojmenné sopky považované za jeho sídlo.
Vědci, kteří se zabývají vulkanologií, se nazývají vulkanologové. Vulkanologové se často pohybují v oblastech aktivních sopek, kde zkoumají lávové proudy, sopečné kužele, vyvřelé horniny atd. Související disciplínou je seismologie, která zkoumá doprovodní jevy sopečné činnosti a to v podobě zemětřesení.
Vulkanologie se také zaměřuje na předpovídání sopečných erupcí. V současné době ale neexistuje žádný spolehlivý způsob, jak předpovědět erupci sopky. Je to podobné jako předpovídání zemětřesení. I zde může existovat celá řada nápověd, které indikují blížící se zemětřesení. V mnoha případech ale tyto nápovědy úplně chybí a erupce sopky přijde nečekaně.

## Historie vulkanologie
Jako nejstarší záznamy sopečné erupce mohou být považovány nástěnné malby datované asi 7000 let před naším letopočtem. Pochází z neolitického sídliště na místě dnešní Anatolie v Turecku. Tento obraz byl interpretován jako zobrazení erupce sopky. Zobrazená sopka může být Hasan Dag, nebo jeho menší soused, Melendiz Dag.
Prvního pokusu o vědecké vysvětlení sopek se ujal řecký filosof Empedoklés (490–430 př. n. l.), který rozdělil svět na 4 základní živly: země, vzduch, oheň a voda. Sopky pak filosof Empedoklés označoval jako „elementární oheň“. Jiný starověký filosof, Aristotelés, je považoval za podzemní oheň, jako výsledek „… tření větru, když se řítí do úzkých chodeb.“
Naopak křesťanský svět vysvětloval sopky jako dílo Satana nebo Boží hněv. Později Jezuita Athanasius Kircher (1602–1680) navštívil kráter sopky Vesuv a vysvětloval sopky jako ústí centrálního ohně v zemi, který je způsobený spalováním síry, asfaltu a uhlí. Johannes Kepler zase vyslovil názor, že Bůh stvořil zemi ze tří vrstev: ohnivé hloubky, vrstvy vody a vrstvy vzduchu. Sopky pak podle Keplera byly vytvořeny v místech, kde sluneční paprsky probodly zemi.

## Moderní vulkanologie

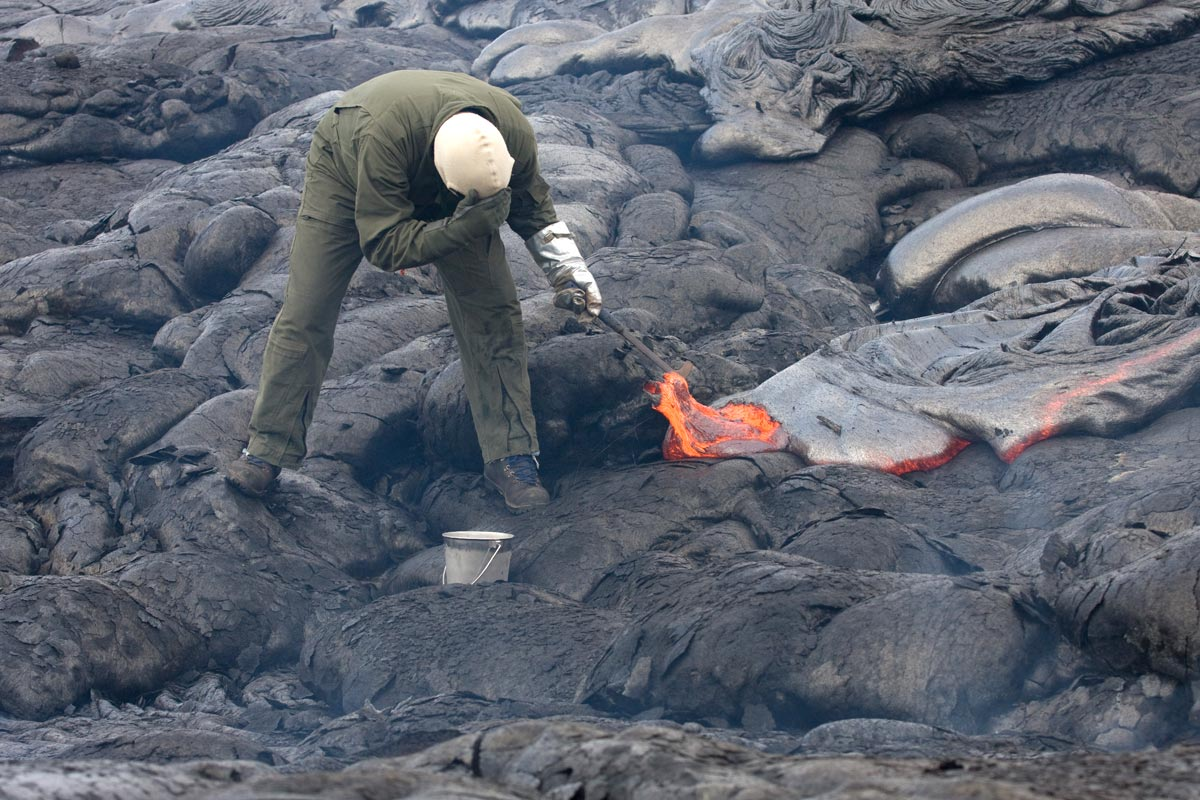
Vulkanolog odebírající vzorky lávy

Vulkanologie se jako vědní obor začala formovat v 19. a 20. století. V roce 1841 vznikla první vulkanologická observatoř Vesuvius, která byla postavena na svazích Vesuvu (v současnosti se operativní centrum nachází v Neapoli).
K monitorování sopek se používají všechny dostupné technologie. Používají se seismografy, rozmístěné v blízkosti sopečných oblastí, které sledují nárůsty seismické aktivity, především pak harmonické otřesy. Ty signalizují, že se magma uvnitř sopky dalo do pohybu.
Velmi často se k monitorování sopek používají i satelity. Ty umožňují velmi snadno sledovat velké plochy. Měří se šíření sopečného popela (jako v případě erupce Eyjafjallajökull v roce 2010), a dále pak emise oxidu siřičitého (SO2).
Další metody výzkumu, které využívá vulkanologie, jsou geofyzikální metody (elektrické, gravitační a magnetické měření), nebo také sledování kolísání a náhlé změny v zemním odporu, gravitační anomálie nebo magnetické anomálie. Všechny toto změny mohou indikovat vznik vulkanické aktivity.

## Vznik a popis vulkánu
Vulkanická činnost je způsobena výstupem roztaveného magmatu na zemský povrch. Každý vulkán se obvykle skládá z magmatického rezervoáru, který se nachází pod sopkou a představuje zásobárnu magmatu. Magma vystupuje přívodnými komíny a vylévá se přes hlavní nebo vedlejší krátery na povrch, kde se nazývá láva. Charakter sopečných erupcí je ovlivněný složením magmatu a může být více či méně explozivní. Doprovodné znaky erupce jsou emise plynů, pár a popela, zemětřesení a sopečná mračna.

## Výstražné úrovně
| Barva    | Stav aktivity vulkánu |
| -------- | --- |
| Zelená   | • Beze změny: Sopka je v normálním stavu bez erupce. • Snížení: Erupční fáze je považována za ukončenou a sopka se vrátila do svého normálního nečinného stavu.                                         |
| Žlutá    | • Zvýšení: Sopka vykazuje známky zvýšeného neklidu, nad rámec normální stavu. • Snížení: Vulkanická aktivita se výrazně snížila, ale nadále je pečlivě sledována, z důvodu možného opětovného vzestupu. |
| Oranžová | • Zvýšení: Sopka vykazuje zvýšený neklid se zvýšenou pravděpodobností erupce. • Snížení: Probíhá erupce sopky, emise vulkanického popelu jsou zanedbatelné nebo žádné.                                  |
| Červená  | • Zvýšení: Hrozí bezprostřední nebezpečí erupce s pravděpodobně významnými emisemi popelu do atmosféry. • Beze změny: Probíhá erupce s významnými emisemi popelu do atmosféry.                          |

V současné době neexistuje komplexní systém výstražných úrovní pro veřejnost, který by jednotně platil po celém světě. K tomu se nejvíce blíží tzv. Barevné kódy pro letectví (ACC – Aviation Color Code). Ty byly v 90. letech vyvinuty aljašskou vulkanologickou observatoří, aby se rychle a efektivně sdělila příslušným osobám (piloti, dispečeři atd.) závažnost možných hrozeb (především poletujícího sopečného popelu v atmosféře). Na počátku 21. století tento systém přijala Mezinárodní organizace pro civilní letectví (ICAO) a nyní je doporučenou praxí pro všechny geologické služby po celém světě. Některé z nich, kromě barevných kódů pro letectví, používají svoje vlastní systémy výstražných úrovní. Například Americká geologická služba na území USA používá čtyřbodový systém (NORMAL, ADVISORY, WATCH, WARNING) se shodnými barvami jako u ACC. Nicméně je koncipován na nebezpečí, která sopka představuje pro osoby a infrastrukturu na zemi. Na Novém Zélandu se naopak využívá číselný výstražný systém se šesti úrovněmi.

## Monitorování sopek

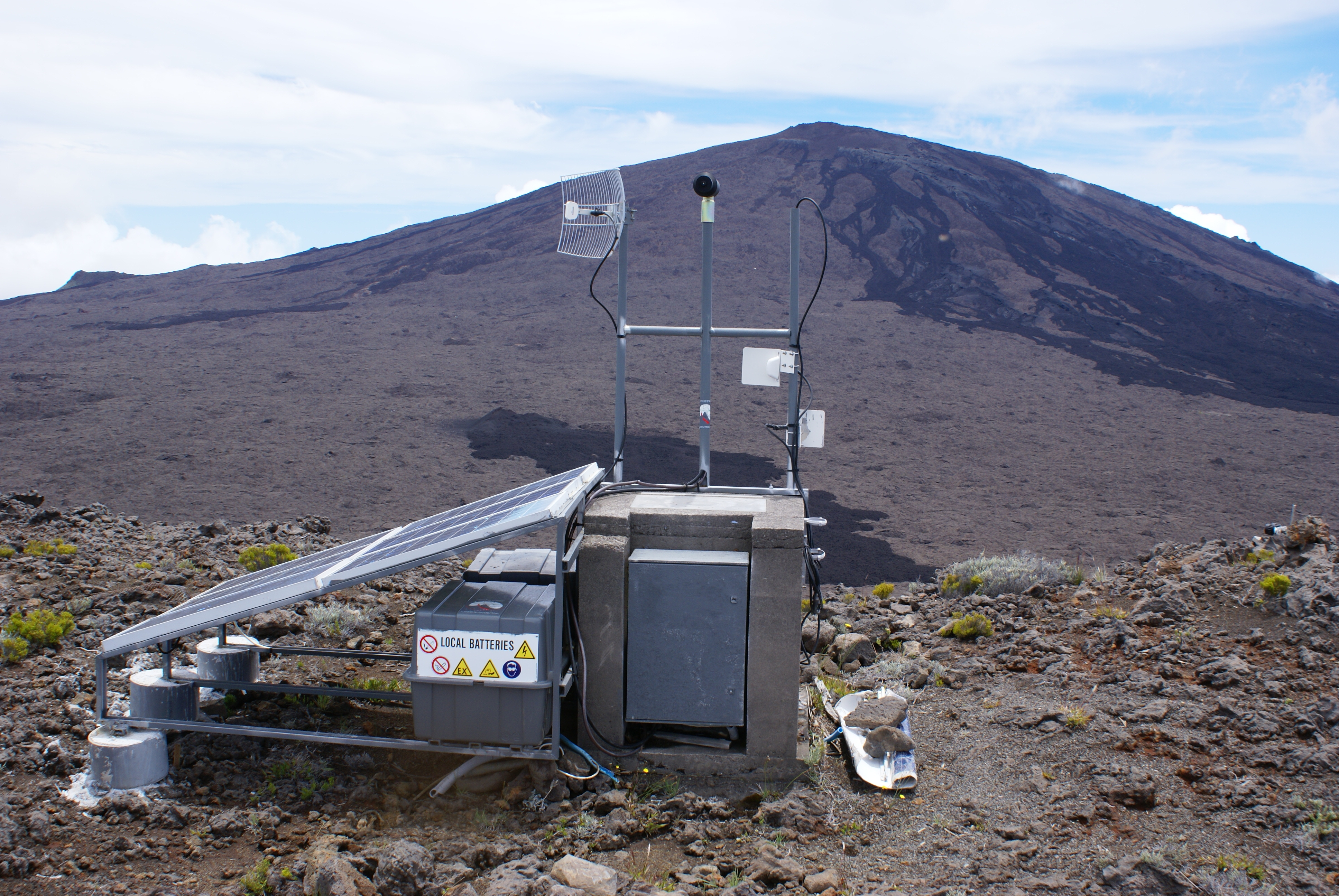
Měřící stanice u Piton de la Fournaise na ostrově Réunion

Při monitorování sopek se sledují různé geologické, geochemické a geofyzikální údaje, poskytující informace o fyzikálních procesech, které probíhají v nitru sopek a mohou souviset s pohybem magmatu nebo jinou přederupční aktivitou. Monitorování rovněž přináší důležitá vědecká data pro jejich výzkum. Zároveň představuje významný faktor pro vyhodnocení potenciálního nebezpečí, předpovězení erupcí a předběžného varování příslušných orgánů s cílem zmírnění možných ztrát na životech nebo majetku. Zejména správná interpretace naměřených údajů závisí na kvalitě znalostí složitých vulkanických procesů jak v obecné rovině, tak pro jednotlivý konkrétní případ, neboť každý vulkán je svým způsobem jedinečný. Moderní způsoby monitoringu používají řadu fyzikálních a chemických měření, z nichž některé vyžadují dlouhou laboratorní analýzu, jiné poskytují okamžité výsledky. Lze např. sledovat:
- Otřesy – zemětřesení sopečného původu téměř vždy předchází nebo doprovází sopečnou činnost u všech druhů vulkánů. Jejich příčiny jsou velmi složité a zahrnují interakci plynných, kapalných a pevných látek. Seismický monitoring v reálném čase pomocí seismografu je jedním z nejběžnějších sledovací nástrojů. Jeho výhodou je relativně nízká cena a snadná instalace seismometrů v terénu, ačkoliv sběr a přenos dat může být ve vzdálenějších oblastech obtížný. Pro dostatečnou kvalitu dat a následné správné vyhodnocení je kolem vulkánu nutné zřídit vícero měřících stanic. Dobře sledované sopky mají zhruba šest a více lokálních stanic v okruhu 15 km od sopky, plus několik regionálních v okruhu 30–200 km.[10] Seismometry měří nejenom intenzitu zemětřesení, ale také určují jejich hloubku, frekvenci a délku trvání. Zároveň jde o extrémně citlivá zařízení, neboť erupce mnohdy předchází i slabá sopečná zemětřesení o magnitudě menší než 1,0 Mw.[8]

Seismický monitoring je cenným zdrojem informací, pomocí něhož lze detekovat výstup magmatu (intruzi) a tím odhalit možnou erupci v nadcházející době. Magma při své cestě vzhůru totiž postupuje podél zlomů a puklin. Tím, jak je roztavená hmota vyplňuje a tlakem láme okolní horninové bloky, dochází k vzniku charakteristických otřesů a vibrací. Pod sopkou často dochází k tzv. zemětřesnému roji, kdy během jediného dne může dojít k několika tisícům drobným záchvěvům, koncentrující se na relativně malém území. Mezi další seismické jevy patři tzv. harmonický třes (rytmicky se opakující sinusoidní vlny), který navíc může i doprovázet sopečnou činnost. Zdrojem seismické aktivity nemusí být nutně magma, ale například pohyb fluid (směs plynů a kapaliny).  Ty jsou mimo jiné zodpovědné za zemětřesné roje v okolí Chebska na západě Čech.
- Infrazvukové měření – sopečná aktivita, kam patří jednotlivé výbuchy, výtrysky hmoty či vulkanický třes, produkuje infrazvukové vlny s frekvencí 0,1–20 Hz. Podobají se seismickým P-vlnám při klasických zemětřesení. Speciální senzory dokáží tyto signály detekovat, určit polohu zdroje a zjistit jejich fyzikální parametry. Z těchto údajů lze nejenom zaznamenat právě probíhající erupci, ale i její typ a intenzitu. Podle studie z roku 2018 nabízí sledování infrazvukového pásma poměrně spolehlivé včasné varování. Mezi roky 2010–2018 se na Etně tímto způsobem podařilo s hodinovým předstihem předpovědět blížící se erupce s 96,6% úspěšností. Jedná se tak o první příklad funkčního systému včasného varování.[8][15]

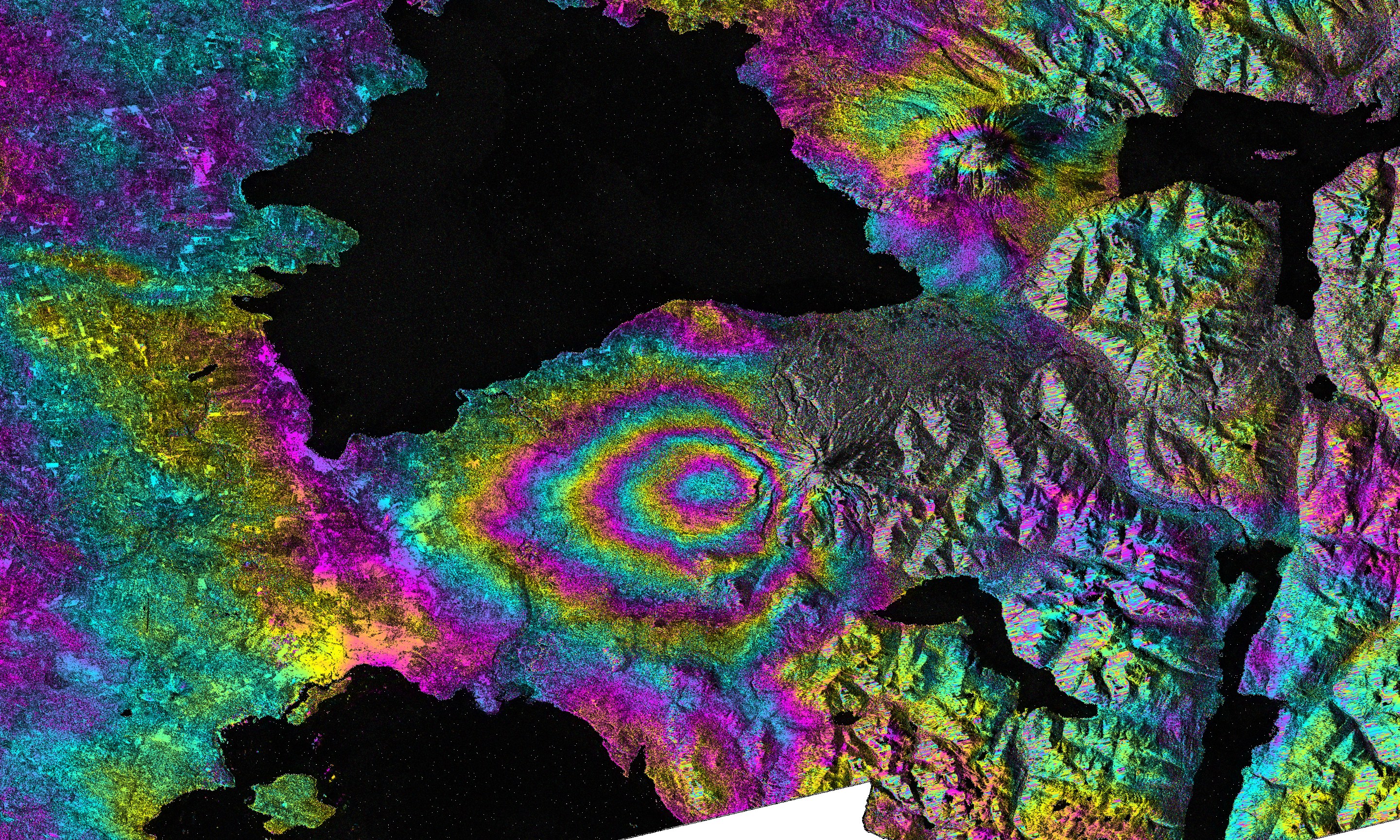
Radarový satelitní snímek (interogram) sopky Calbuco, zachycující 12 cm pokles povrchu na západním úpatí po její erupci v roce 2015

- Deformace zemského povrchu – výstup magmatu může mít za následek deformaci zemského povrchu v podobě výzdvihu (inflace) či poklesu (deflace) terénu, vyboulenin, hrbolů a trhlin. Tyto anomálie se obyčejně projevují hodiny nebo dny před zahájením erupce. Nutno dodat, že deformace povrchu nutně nezaručují erupci, magma totiž k povrchu dospět nemusí a utuhne v podzemí.[17] Jejich monitoring patří mezi další běžné metody pro sledování sopek. Provádějí se opakovaným měřením výšek a horizontálních vzdáleností. Tradičně se k tomu používaly elektronické dálkoměry, ale ty nahradilo měření polohy pomocí GPS, které je rychlejší, méně náročné a není závislé na příznivém počasí. Družice na oběžné dráze poskytují téměř v reálném čase přesnou polohu jednotlivých terénních stanic, rozmístěných v klíčových místech. Tímto způsobem je možné detekovat i nepatrné pohyby, jenž by mohly naznačovat výstup nebo naopak stažení magmatu či vody v hydrotermálním systém. Další možností pro mapování změn reliéfu z vesmíru je radarová interferometrie. Výstupem je interogram, vycházející z porovnání dvou radarových snímků určitého území s vhodným časovým odstupem.[18] Ovšem interval mezi jednotlivými průlety satelitů omezuje jejich použitelnost jen pro krátkodobé monitorování.[8]

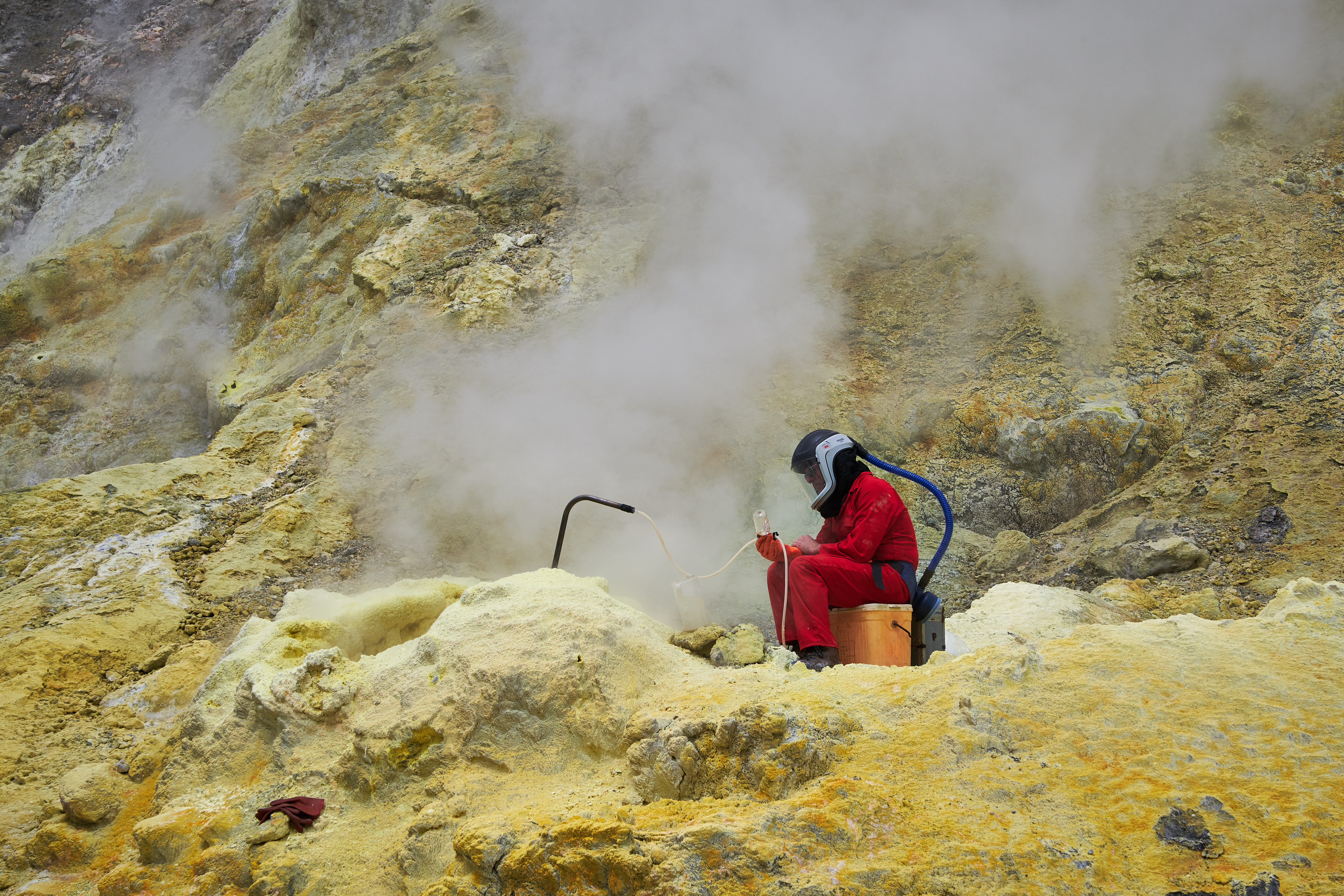
Vzorkování sopečných plynů z fumaroly na novozélandské Whakaari

- Sopečné plyny – jak magma stoupá k povrchu, klesá i okolní litostatický tlak a nastává částečné odplynění magmatu. Segregované sopečné plyny při své cestě vzhůru využívají různé zlomy, pukliny a na povrchu pak volně unikají prostřednictvím fumarol, solfatar nebo mofet. Sopky (aktivní i spící) jsou přirozenými emitory těchto plynů. Jejich monitorován může být užitečné při předpovídání potenciálních erupcí. Změny teplot, koncentrací a složení (zejména oxidu uhličitého a oxidu siřičitého) totiž může naznačovat zvyšující se magmatickou aktivitu pod vulkánem. Důležité parametry lze měřit přímým vzorkováním plynů z průduchů, které jsou následně analyzovány v geochemických laboratořích, ovšem tento způsob je poměrně rizikový. Detekce plynů z bezpečné vzdálenosti se provádí pomocí korelačního spektrometru. K dispozici je rovněž monitoring z družic, jež mohou sledovat koncentrace SO2 ve stratosféře.[19][8]

- Změny teplot – vzestup magmatu, jehož teplota se pohybuje mezi 800 a 1 200 °C, provází lokální zvýšení teploty v okolní hornině. Růst teploty se může objevit až na zemském povrchu, kde vznikají tepelné zdroje, kudy teplo uniká. Ty lze detekovat pomocí stacionárních stanic, ručními přístroji nebo infračervených snímků z družic. Nicméně pro monitorování z oběžné dráhy jsou tyto termální anomálie příliš malé. Proto se dává přednost spíše prvním dvou výše zmíněným variantám, které se ukázaly být cennými nástroji a to včetně sledování vývoje lávových dómů.[8][20]

- Podzemní voda – systémy podzemních vod jsou mnohdy narušeny stoupajícím magmatem. Zahřátí vody ve vodonosných vrstvách může iniciovat vzrůst tlaku, vedoucí k jejímu vypuzení na povrch. Někdy v takovém množství, že může dojít ke vzniku laharů.[21] V jiných případech naopak dochází k poklesu hladiny podzemních vod, což se projevuje vyschnutím pramenů, včetně snížení úrovně vody ve studních a vrtech. Ačkoliv je monitoring podzemních vod mezi vulkanologickými observatořemi obyčejně spíše sporadický, nachází uplatnění tam, kde je to vhodné (Vesuv a Usu).[22] Výhodou jsou nízké provozní náklady. Podzemní voda je rovněž často kontaminována sopečnými plyny, jejichž koncentrace mohou být pro odborníky dalším zdrojem informací.[8]

- Gravimetrické a magnetometrické změny – průnik žhavé taveniny do nízkých hloubek se lokálně projevuje změnami v gravitačním poli. Tyto změny jsou zapříčiněny rozdílem v hustotě magmatu a okolních hornin. Mikrogravimetrické anomálie lze detekovat pomocí vysoce citlivých gravimetrů. Kromě toho se dají registrovat změny také v magnetickém poli. Nicméně, správná interpretace magnetických anomálií je oproti těm gravitačním výrazně složitější, proto je metoda méně využívanou.[8][23]